# Dalinchi
Dalinchi (Tal-lin'-che, Talinchi, Toeneche), jedno od plemena Northern Foothill Yokutsa, šira skupina Chukchansi, porodica Mariposan, koji su bekad živjeli na Fine Gold Creeku u kalifornijskom okrugu Madera. Njihova sela bila su Moloneu na Fine Gold Creeku i Dalinau na Coarse Gold Creeku, potoku tako prozvanom po velikom zlatnom grumenju pronađenim u njemu. U ugovoru iz 13 svibnja 1851. spominju se kao Toeneche.